# Остарбайтер
Остарбайтерите (от немски: Ostarbeiter, „източен работник“) са чуждестранни роби в Германия по време на Втората световна война.
Те са репатрирани от Източна Европа, главно от Полша и Украйна, за извършване на принудителен труд, като според различни оценки броят им е между 3 и 5,5 милиона души, включително значителен брой деца. Много остарбайтери умират от глад, претоварване, недопускане в бомбени убежища, насилие и екзекуции, а случаите на изнасилвания са масови. След края на войната много остарбайтери са репатрирани в Съветския съюз, а други емигрират в Съединените щати и други западни страни.